# Villery
Villery ist eine französische Gemeinde mit 267 Einwohnern (Stand: 1. Januar 2022) im Département Aube in der Region Grand Est (vor 2016 Champagne-Ardenne). Sie gehört zum Arrondissement Troyes und zum Kanton Les Riceys.

## Geographie
Villery liegt etwa 17 Kilometer südsüdwestlich von Troyes. Umgeben wird Villery von den Nachbargemeinden Bouilly im Westen und Norden, Saint-Jean-de-Bonneval im Nordosten und Osten, Lirey im Osten und Südosten sowie Javernant im Süden und Südwesten.
Durch die Gemeinde führt die Route nationale 77.

## Bevölkerungsentwicklung

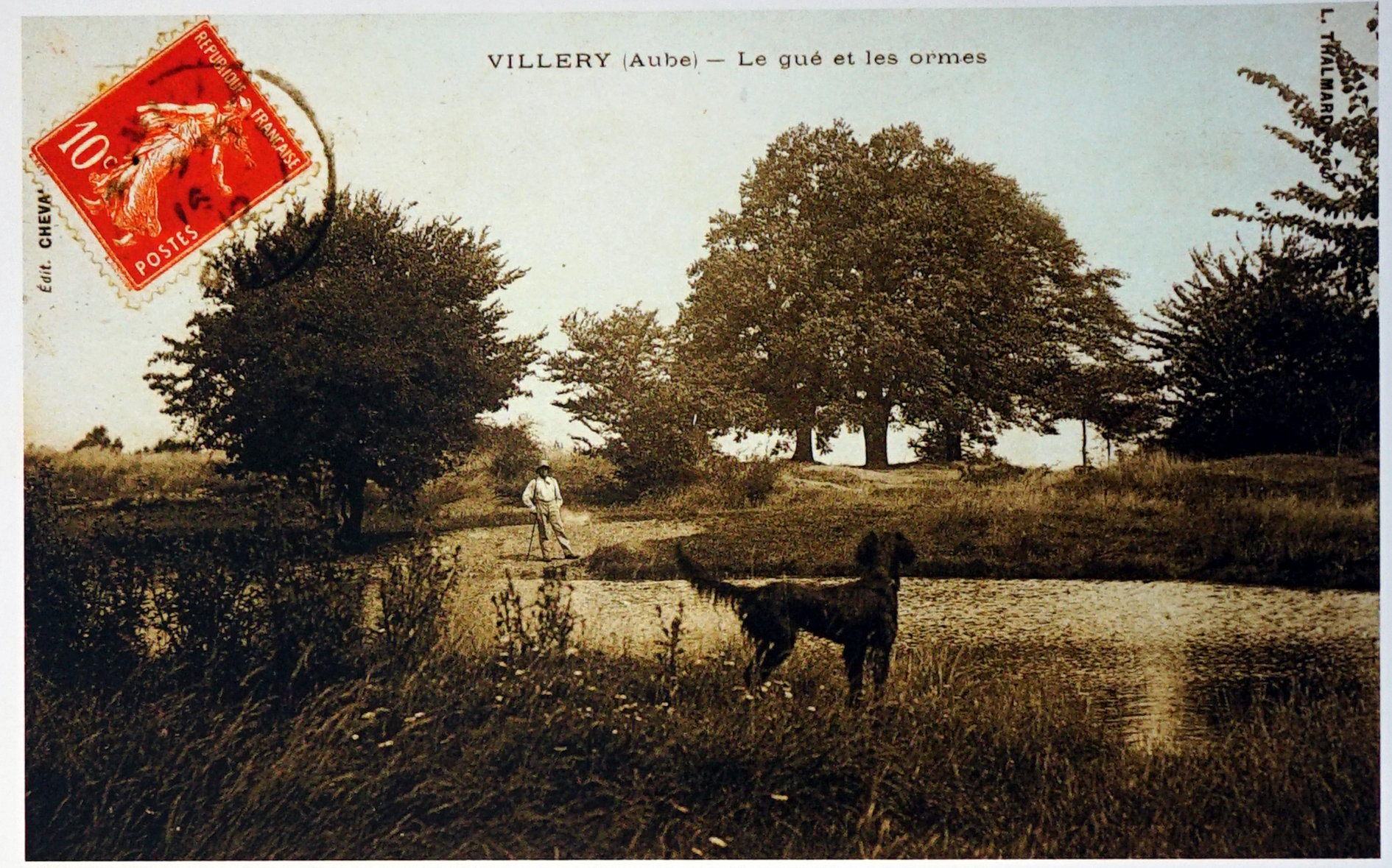
Alte Postkarte aus Villery

| Jahr                       | 1962 | 1968 | 1975 | 1982 | 1990 | 1999 | 2006 | 2011 | 2019 |
| Einwohner                  | 118  | 136  | 260  | 313  | 292  | 287  | 275  | 270  | 272  |
| Quellen: Cassini und INSEE |      |      |      |      |      |      |      |      |      |